# Jiří Kabele (labdarúgó)
Jiří Kabele (Prága, 1987. február 17. –) cseh labdarúgó, jelenleg az Egri FC középpályása.

## Pályafutása
2012 augusztusában 2 éves szerződést írt alá az Egri FC csapatával.